# سیارک ۸۴۹۹۵
سیارک ۸۴۹۹۵ (به انگلیسی: 84995 Zselic، نامگذاری:2003YB108) هشتاد و چهار هزار و نهصد و نود و پنجمین سیارک کشف شده‌است که در ۲۶ دسامبر ۲۰۰۳ کشف شد.